# O min Jesus, dit du gått
O min Jesus, dit du gått (ursprungligen O min Jesu, dit du gått) är en psalm om längtan till det fridens och ljusets rike dit Jesus gått. 
Den är skriven av Johan Olof Wallin 1819 i åtta verser. Anders Frostenson bearbetade psalmen 1983 till fyra verser.
Psalmen inleds 1819 med orden:
O min Jesu, dit du gått,
Där vill jag ock bliva.
Världen har ej mycket gott
Att åt hjärtat giva.
Melodin är skriven av Johann Crüger 1653. Det är samma melodi som till nr 319 Then som frisker är och sund i 1697 års koralbok. I Sionstoner 1935 förekommer psalmen till en melodi komponerad av Per Ulrik Stenhammar.

## Publicerad i
- 1819 års psalmbok som nr 128 under rubriken "Jesu heliga hågkomst och efterföljelse".
- Sionstoner 1935 som nr 460 (med verserna 1, 4-8 av 1819) under rubriken "Nådens ordning: Trosliv och helgelse".
- 1937 års psalmbok som nr 114 under rubriken "Tiden efter Påsk".
- Den svenska psalmboken 1986 som nr 577 under rubriken "Efterföljd - helgelse"